# Rieselschutz
Ein Rieselschutz verhindert, dass lose Partikel wie Feinsand, Staub oder Fasern infolge von Windströmungen, Vibrationen oder Bauteilbewegungen aus einem umschlossenen Bauteil in die darunterliegende Ebene gelangen.
Im Baubereich werden beispielsweise folgende Materialien als Rieselschutz eingesetzt:
- Baupapiere wie Ölpapier und Kraftpapier
- Baupappen wie Filzpappe und Wellpappe
- Vliesstoffe wie Geotextil bzw. PP-Vlies

Wasserdichte Bahnen oder Materialien mit dampfbremsenden oder -sperrenden Eigenschaften wie z. B. PE-Folie und bituminierte Pappe oder Dachpappe sind aus bauphysikalischer Sicht oft ungünstiger, da sie die Fortleitung von Wasser und Wasserdampf behindern.
Typischerweise wird ein Rieselschutz in der Gebäudesanierung und im Holzbau auf dem Zwischen-, Schiebe-, Fehlboden oder Blindboden in den Balkenzwischenräumen (Balkenfelder) oder auf der Dielung einer Holzbalkendecke eingesetzt, um zu verhindern, dass feine Partikel des Füllmaterials oder der Ausgleichsschüttung durch Fugen zwischen Einschubbrettern bzw. -platten oder zwischen dem Einschub und den Balken ins darunterliegende Geschoss rieseln.
Als Schüttmaterial in den Zwischenräumen der Holzbalken werden Sand, Perlite, Blähton, Blähschiefer, Schlacke, gebrochener Lehm und andere mineralische Materialien verwendet, seltener auch organisches Material wie Spelzen, Flachsschäben oder Holzschnitzel.
Durch das Begehen der Holzbalkendecke sowie das Bewegen von Möbeln entstehen Vibrationen, welche Staubpartikel im Einstreu dazu veranlassen können, durch feine Ritzen und Risse zu treten.
Beim Ausfüllen von Hohlräumen mit moderneren Materialien wie Mineralwolle, Holzfaserdämmung, Zellulosefasern, Kokos- oder Hanffasermatten wird weit weniger Staub in die Holzbalkendecke eingebracht, so dass in der Regel kein Rieselschutz notwendig ist.
Rieselschutzbahnen können zugleich auch anderen Zwecken dienen oder für gänzlich andere Funktionen eingesetzt werden. Sie können beispielsweise:
- Luftbewegungen einschränken und dadurch zum Wärmeschutz beitragen, sowie den Ein- oder Austrag von Schwebeteilchen und Staub verhindern, z. B. zu schlecht zugänglichen Bereichen wie Abseiten, Installationsschächten und Belüftungsebenen,
- den Blick einschränken und einen optisch gleichmäßigen Hintergrund bilden, so z. B. hinter Lamellenfassaden,
- Schallreflexionen dämpfen und die Raumakustik verbessern, z. B. auf abgehängten Decken und hinter Lattenrosten,
- bei entsprechender Dicke und Dämpfung die Schallübertragung einschränken und so zum Trittschallschutz beitragen,
- falls feuerhemmendes Material eingesetzt wird, zum Brandschutz beitragen,[2] sowie
- allgemein als Trennlage und -sofern wasserdicht- als Schrenzlage (zur Abdeckung von Dämmschichten vor dem Einbringen von Estrich) eingesetzt werden.